# Ingrid Caven
Pour les articles homonymes, voir Ingrid Caven (roman) et Caven.
Ingrid Caven, née le 3 août 1938 à Sarrebruck en Allemagne, est une actrice et chanteuse allemande.

## Biographie
Née en 1938, elle débute comme actrice professionnelle dans la troupe théâtrale de Rainer Werner Fassbinder. Révélée au cinéma par celui-ci, elle  joue dans huit de ses films. Ils ont été mariés de 1970 à 1973. Elle joue également pour Werner Schroeter, Hans-Jürgen Syberberg, Daniel Schmid, Jean Eustache, Nelly Kaplan, André Téchiné, Raoul Ruiz, Claire Denis, Ulrike Ottinger, etc.. L'actrice est aussi une chanteuse. Elle devient une amie d'Yves Saint Laurent, qui taille sur elle sa robe de scène, un fourreau noir qu'elle a toujours gardé comme un fétiche. À la fin des années 1970, elle mène la revue Ingrid Caven chante au cabaret Le Pigall's à Paris.
Ingrid Caven est la compagne de l'écrivain français Jean-Jacques Schuhl, qui écrit des paroles de chansons pour elle, notamment dans son album Chambre 1050 (traduit en allemand par Caven pour l'album Helle Nacht) et s'inspire d'elle dans son roman Ingrid Caven, prix Goncourt 2000.
En 2012, dans le cadre du Festival Présences au Théâtre du Châtelet à Paris, elle se produit avec l'ensemble Zellig sous la direction musicale d'Oscar Strasnoy.

## Filmographie

### Au cinéma
- 1965 : Frühstück in Rom (court-métrage) de Max Zihlmann : Sandra
- 1969 : Fernes Jamaica (court-métrage) de Peter Moland
- 1969 : L'amour est plus froid que la mort (Liebe ist kälter als der Tod) de Rainer Werner Fassbinder : une prostituée
- 1970 : Les Dieux de la peste (Götter der Pest) de Rainer Werner Fassbinder : Magdalena Fuller
- 1970 : Pourquoi monsieur R. est-il atteint de folie meurtrière ? (Warum läuft Herr R. Amok?) de Rainer Werner Fassbinder et Michael Fengler : une voisine
- 1970 : Le Soldat américain (Der Amerikanische Soldat) de Rainer Werner Fassbinder : chanteuse
- 1971 : Prenez garde à la sainte putain (Warnung vor einer heiligen Nutte) de Rainer Werner Fassbinder : une figurante du film
- 1972 : Heute nacht oder nie de Daniel Schmid
- 1972 : Le Marchand des quatre saisons (Händler der vier Jahreszeiten) de Rainer Werner Fassbinder : le grand amour du marchand
- 1972 : La Mort de Maria Malibran (Der Tod der Maria Malibran) de Werner Schroeter
- 1972 : Ludwig, requiem pour un roi vierge (Ludwig - Requiem für einen jungfräulichen König) de Hans-Jürgen Syberberg : Lola Montez  /  Erste Norne
- 1973 : Mourir tranquille (Zahltag) de Hans Noever
- 1973 : La Tendresse des loups (Die Zärtlichkeit der Wölfe) d'Ulli Lommel : Dora
- 1973 : Le Monde sur le fil (Welt am Draht) (TV) de Rainer Werner Fassbinder : Uschi, journaliste et voix d'Eva Vollmer
- 1974 : 1 Berlin-Harlem de Lothar Lambert et Wolfram Zobus
- 1974 : Tous les autres s'appellent Ali (Angst essen Seele auf) de Rainer Werner Fassbinder
- 1974 : La Paloma de Daniel Schmid : La Paloma
- 1974 : Mes petites amoureuses de Jean Eustache : la mère
- 1975 : Le Droit du plus fort (Faustrecht der Freiheit) de Rainer Werner Fassbinder : chanteuse dans le bar
- 1975 : Maman Küsters s'en va au ciel (Mutter Küsters' Fahrt zum Himmel) de Rainer Werner Fassbinder : Corinna
- 1976 : Schatten der Engel de Daniel Schmid : Lily Brest
- 1976 : Flocons d'or (Goldflocken) de Werner Schroeter
- 1976 : Néa de Nelly Kaplan : Anne
- 1976 : Le Rôti de Satan (Satansbraten) de Rainer Werner Fassbinder : Lisa
- 1977 : Violanta de Daniel Schmid : Alma
- 1978 : Despair de Rainer Werner Fassbinder : réceptionniste d'hôtel
- 1978 : L'Année des treize lunes (In einem Jahr mit 13 Monden) de Rainer Werner Fassbinder : Zora la rouge
- 1980 : Nárcisz és Psyché de Gábor Bódy : Ingrid
- 1981 : Malou de Jeanine Meerapfel : Malou
- 1981 : Der Mond is nur a nackerte Kugel de Jörg Graser
- 1981 : Heute spielen wir den Boß de Peer Raben
- 1981 : Looping (de) de Walter Bockmayer : Inga
- 1981 : Le Jour des idiots (Tag der Idioten) de Werner Schroeter : Dr Laura
- 1982 : Dirty Daughters oder Die Hure und der Hurensohn de Dagmar Beiersdorf
- 1983 : Die wilden Fünfziger de Peter Zadek : Claudine
- 1984 : L'Araignée de satin de Jacques Baratier : la directrice
- 1987 : Verbieten verboten de Lothar Lambert
- 1987 : Des Teufels Paradies (de) de Vadim Glowna : Madame
- 1992 : Hors saison (Zwischensaison) de Daniel Schmid : Lilo
- 1992 : Je ne veux pas seulement qu'on m'aime (Ich will nicht nur, dass ihr mich liebt), documentaire de Hans Günther Pflaum sur Rainer Werner Fassbinder : elle-même
- 1993 : Ma saison préférée d'André Téchiné : la femme du bar
- 1995 : Stille Nacht de Dani Levy : chanteuse
- 1999 : Le Temps retrouvé de Raoul Ruiz : la princesse russe
- 2006 : Deepfrozen d'Andy Bausch : Vicki
- 2008 : Weitertanzen de Friederike Jehn : Maja Mertens
- 2008 : 35 rhums de Claire Denis : la tante allemande
- 2010 : In Memoriam Daniel Schmid Werner Schroeter, Carnets filmés de Gérard Courant : elle-même
- 2010 : Petite intrusion dans l'univers incandescent de Werner Schroeter, Carnets filmés de Gérard Courant : elle-même
- 2012 : Ingrid Caven, musique et voix de Bertrand Bonello, documentaire musical (spectacle inédit à la Cité de la Musique de Paris - contenant une composition électronique de Giuseppe Giuliano à partir de la voix de Caven sur un fragment de Rose Poussière de Jean-Jacques Schuhl)
- 2016 : Belle Dormant d'Adolfo Arrieta : la méchante fée
- 2018 : Suspiria de Luca Guadagnino : Miss Vendegast

### À la télévision
- 1970 : Le Café (Das Kaffeehaus) de Rainer Werner Fassbinder : Placida
- 1970 : Le Voyage à Niklashausen (Die Niklashauser Fart) de Rainer Werner Fassbinder et Michael Fengler : la fille qui crie
- 1971 : Rio das Mortes de Rainer Werner Fassbinder : collègue de Hanna
- 1971 : Die Ahnfrau - Oratorium nach Franz Grillparzer de Peer Raben : Geist
- 1974 : Martha de Rainer Werner Fassbinder : Ilse
- 1975 : Peur de la peur (Angst vor der Angst) de Rainer Werner Fassbinder : Edda
- 1979 : Café follies: Avec Marcel Amont de Karen Blanguernon et Dirk Sanders : chants
- 1982 : Warum hast du so traurige Augen de Tom Toelle

## Discographie
- Ingrid Caven au Pigall's (1978 ; réédition CD 2001)
- Der Abendstern (1979 ; réédition CD 1999 en Allemagne)
- Ingrid Caven live in Hamburg (1980) (enregistrement d'un concert à l'Audimax de Hambourg le 9 mai 1980)
- Helle Nacht (1998)
- Chambre 1050 (2000) (comprend une partie des chansons de Helle Nacht dans leurs versions françaises)
- Ingrid Caven chante Édith Piaf (2001).

## Décoration
- Commandeur de l'ordre des Arts et des Lettres (2011)[6].